# Jean-Luc Thérier

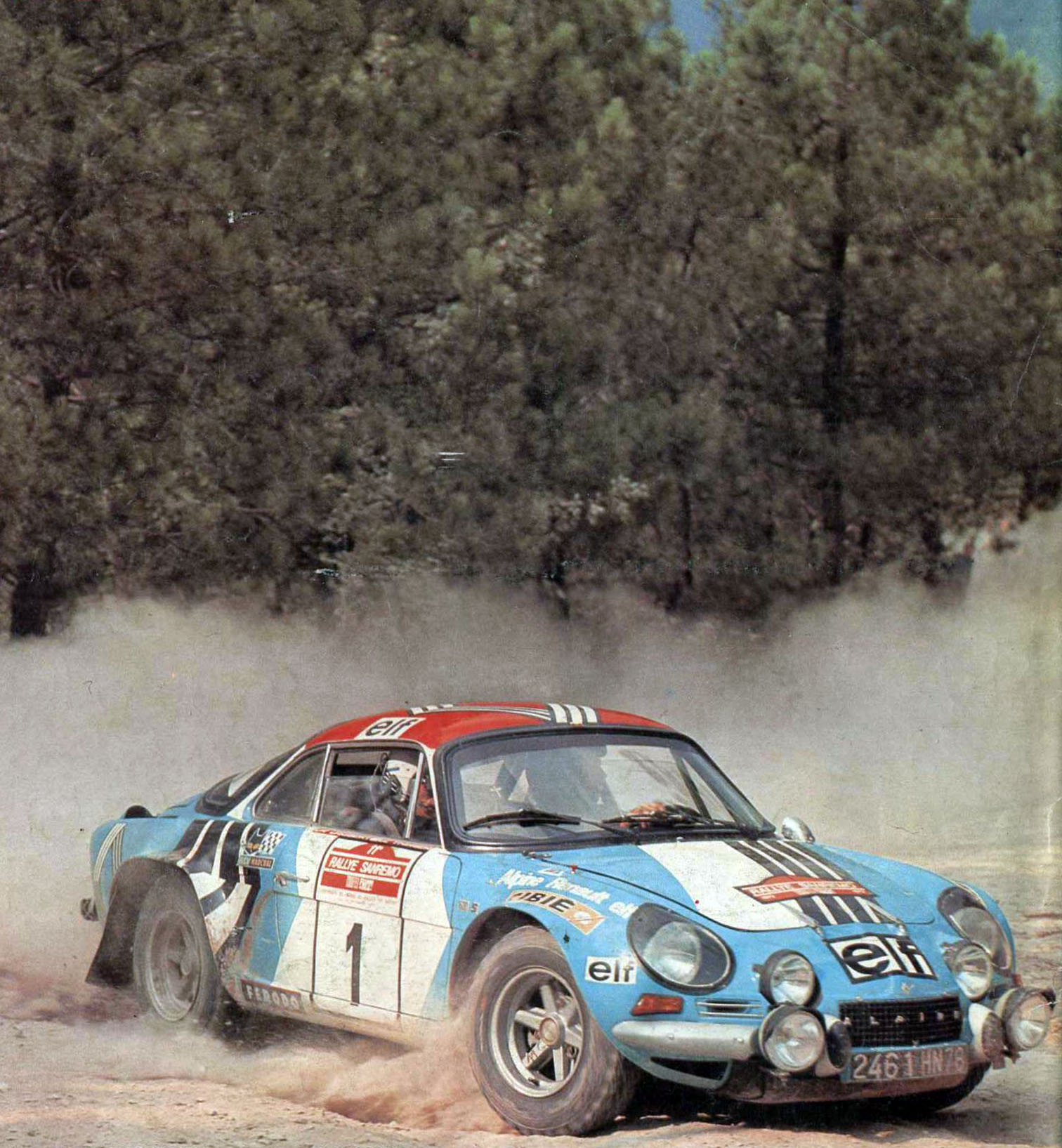
Jean-Luc Thérier im Alpine A110 bei Rallye San Remo 1973

Jean-Luc Alain René Thérier (* 7. Oktober 1945 in Hodeng-au-Bosc; † 31. Juli 2019 in Bully) war ein französischer Rallye- und Rundstreckenrennfahrer.

## Karriere
Wäre 1973 in der Rallye-Weltmeisterschaft bereits eine Fahrer-Weltmeisterschaft ausgefahren worden, wäre der Titel an Jean-Luc Thérier gegangen. Der französische Alpine-Werkspilot gewann auf einer Alpine A110 die WM-Läufe in Portugal und Griechenland sowie die Rallye San Remo. Thérier war in diesem Jahr der Fahrer mit den meisten Wertungspunkten, allerdings wurde 1973 nur der Markentitel vergeben.
In seiner langen Karriere konnte Thérier zwei weitere WM-Läufe gewinnen. 1974 siegte er auf einem Renault 17 Gordini bei der Press-on-Regardless in den USA und 1980 holte er sich auf einem Porsche 911SC den Gesamtsieg bei der Tour de Corse. 
Viermal war er auch beim 24-Stunden-Rennen von Le Mans am Start. Beste Platzierung war der zehnte Gesamtrang 1968. 

## Statistik

### Le-Mans-Ergebnisse
| Jahr | Team                           | Fahrzeug    | Teamkollege         | Teamkollege  | Platzierung             | Ausfallgrund |
| ---- | ------------------------------ | ----------- | ------------------- | ------------ | ----------------------- | ------------ |
| 1967 | North American Racing Team     | Alpine M64  | Francois Chevalier  |              | Ausfall                 | Motorschaden |
| 1968 | Société des Automobiles Alpine | Alpine A210 | Bernard Tramont     |              | Rang 10 und Klassensieg |              |
| 1969 | Société des Automobiles Alpine | Alpine A220 | Jean-Pierre Nicolas |              | Ausfall                 | Defekt       |
| 1977 | Bernard Decure                 | Alpine A310 | Bernard Decure      | Jacky Cauchy | Ausfall                 | Motorschaden |

### Einzelergebnisse in der Sportwagen-Weltmeisterschaft
| Saison | Team         | Rennwagen   | 1   | 2   | 3   | 4   | 5   | 6   | 7   | 8   | 9   | 10  | 11  | 12  | 13  | 14  | 15  | 16  |
| ------ | ------------ | ----------- | --- | --- | --- | --- | --- | --- | --- | --- | --- | --- | --- | --- | --- | --- | --- | --- |
| 1967   | NART         | Alpine M64  | DAY | SEB | MON | SPA | TAR | NÜR | LEM | HOK | MUG | BRH | CCE | ZEL | OVI | NÜR |     |     |
| 1967   | NART         | Alpine M64  |     |     |     | DNF |     |     |     |     |     |     |     |     |     |     |     |     |
| 1968   | Alpine       | Alpine A210 | DAY | SEB | BRH | MON | TAR | NÜR | SPA | WAT | ZEL | LEM |     |     |     |     |     |     |
| 1968   | Alpine       | Alpine A210 |     |     |     |     |     |     | 10  |     |     |     |     |     |     |     |     |     |
| 1969   | Alpine       | Alpine A220 | DAY | SEB | BRH | MON | TAR | SPA | NÜR | LEM | WAT | ZEL |     |     |     |     |     |     |
| 1969   | Alpine       | Alpine A220 |     |     |     |     | DNF |     |     |     |     |     |     |     |     |     |     |     |
| 1980   | Team Willeme | Ford Capri  | DAY | BRH | SEB | MUG | MON | RIV | SIL | NÜR | LEM | DAY | WAT | SPA | MOS | ROA | VAL | DIJ |
| 1980   | Team Willeme | Ford Capri  |     |     |     |     |     |     |     |     | 11  |     |     |     |     |     |     |     |